# Heleophrynidae
{{Taxobox
| name = 
| image = Heleophryne orientalis.jpg
| image_caption = 
| regnum = 
| phylum = 
| classis = 
| ordo = 
| subordo = 
| familia = 
| familia_authority = Noble, 1931
| genus = 
| genus_authority = Sclater, 1898
| subdivision_ranks = Врсте
| subdivision = 
-{Heleophryne hewitti

Heleophryne natalensis

Heleophryne orientalis

Heleophryne purcelli

Heleophryne regis

Heleophryne rosei}-
| range_map = Heleophrynidae range.PNG
| range_map_caption = Дистрибуција Heleophrynidae (црно)
}}
Heleophrynidae су породица жаба са само једним родом Heleophryne. На енглеском говорном подручју их називају жабама духовима (ghost frog).

## Карактеристике
Ове жабе су морфолошки адаптиране за преживљавање на стенама око потока. Средње су величине, од око 6 цм, са равним телом, које им омогућава да се сакрију у шупљине камењара. Имају велике дискове на прстима у односу на своју величину, што им помаже да се држе за стене. Делови уста ларви су модификовани у сисаљку, што им омогућава да се држе за подлогу и хране. Неке врсте полажу јаја у пену у којој пуноглавци када се излегу и живе док их киша не спере до оближње воде.

## Ареал
Живе само у Африци.

## Заштита
Од 21. јануара 2008, фондација за еволуциону јединственост и глобално угрожене врсте (енгл. Evolutionarily Distinct and Globally Endangered (EDGE)) која идентификује најчудније, најлепше и најугроженије врсте из природе, наводи водоземце који су међу најзначајнијим и најнеобичнијим врстама на планети, али чак 85 првих на листи добија малу или никакву пажњу. Међу првих десет су и врсте ове породице.